# Пшецьміно
Пшецьміно (пол. Przećmino, нім. Prettmin) — село в Польщі, у гміні Колобжеґ Колобжезького повіту Західнопоморського воєводства.
Населення — 534 особи (2011).

## Демографія
Демографічна структура станом на 31 березня 2011 року:
|          | Загалом | Допрацездатний вік | Працездатний вік | Постпрацездатний вік |
| -------- | ------- | ------------------ | ---------------- | -------------------- |
| Чоловіки | 257     | 64                 | 178              | 15                   |
| Жінки    | 277     | 61                 | 167              | 49                   |
| Разом    | 534     | 125                | 345              | 64                   |